# Morgan Stanley Building
1585 Broadway es un rascacielos que contiene la sede de Morgan Stanley, situado en el lado oeste de Broadway, al norte de Duffy Square en Midtown Manhattan, Nueva York, Estados Unidos.

## Historia
Incluso antes de que 1585 Broadway comenzara a elevarse sobre Duffy Square, su promotor, David S. Solomon, había firmado un alquiler de 33 900 m² con el bufete de abogados Proskauer Rose por 20 años. Este logro, importante en cualquier momento, fue un hito en un mercado en el que un creciente número de nuevos edificios competían fuertemente por un número de ocupantes en disminución.
En diciembre de 1991, la promotora original, 1585 Broadway Associates, controlada por Solomon, se declaró en quiebra, dejando la construcción inacabada, los alquileres estancados y las relaciones tensas con los inquilinos.
Un consorcio de bancos ganó el control de la propiedad a través del proceso de bancarrota y contrató a Hines Interests Limited Partnership para administrarla.
Morgan Stanley compró el edificio por $176 millones en agosto de 1993 y se trasladó a él dos años más tarde. Actualmente usa el edificio como su sede mundial.
El edificio apareció en la película Down to Earth como el rascacielos desde el cual un hombre de negocios fracasado se suicida.
Aparece en el comienzo de la secuencia de apertura de la postemporada 7 de Law & Order: Criminal Intent. También apareció en Law & Order: Trial By Jury antes de su cancelación.

## Premios
- Premio BOMA, 1998
- Premio BOMA, 1997